# Frutta di Martorana
La frutta di Martorana (frutta marturana in siciliano) è un tipico dolce siciliano, che ebbe origine nel palermitano. È un dolce famoso nel mondo perché la sua preparazione e confezionamento prevede, nella forma e nell'aspetto alla fine del processo di preparazione, la perfetta imitazione o riproduzione di frutta e, talvolta, ortaggi o pesci. Internamente è simile al marzapane ma notevolmente più dolce e saporito. La base della sua ricetta è esclusivamente la farina di mandorle, lo zucchero a velo e il miele. È un prodotto inserito nella lista dei prodotti agroalimentari tradizionali italiani (P.A.T.) del Ministero delle politiche agricole alimentari e forestali (Mipaaf) ed è riconosciuto come prodotto agroalimentare tradizionale siciliano.

## Storia
Secondo una nota tradizione, la frutta di Martorana è nata perché le monache del monastero palermitano della Martorana, per sostituire i frutti raccolti dal loro giardino ne crearono di nuovi con farina di mandorle e zucchero, per abbellire il monastero per la visita del papa dell'epoca.
Deve il suo nome proprio alla Chiesa della Martorana o di Santa Maria dell'Ammiraglio, eretta nel 1143 da Giorgio d'Antiochia, ammiraglio greco-siriaco del re Normanno Ruggero II, nei pressi del vicino monastero benedettino, fondato dalla nobildonna Eloisa Martorana nel 1194, da cui prese il nome. Le più antiche testimonianze di questo prodotto in Europa sono in Sicilia e risalgono al medioevo nel periodo normanno: si tratta di ampolle contenenti pasta di mandorle.
Altro monastero era quello di Santa Caterina nel centro storico di Palermo dove le suore la preparavano e la vendevano fino alla metà del Novecento.
Viene tradizionalmente preparata per le celebrazioni della Festa dei Morti.